# Münnich Aladár
Jánosvölgyi Münnich Aladár (Igló, 1890. augusztus 13. – Montréal, 1975. szeptember 7.) magyar építész.

## Élete
Münnich Aurél (1856–1906) jogász, országgyűlési képviselő és Sesztina Ilona (1860–1945) fiaként született. Középiskolai éveit a Budapesti Evangélikus Főgimnáziumban töltötte, egyetemi tanulmányait Berlinben és Münchenben végezte. 1913-ban szerzett mérnöki oklevelet Münchenben. Az első világháború kitöréséig Londonban és Budapesten folytatott gyakorlatot. A háborúban 50 hónapig tűzvonalszolgálatot teljesített és a III. osztályú vaskoronarenddel, a III. osztályú katonai érdemkereszttel, a Károly-csapatkereszttel, 3 ízben legfelsőbb dicsérő elismeréssel tüntették ki. IV. Károly magyar király a koronázás alkalmával aranysarkantyús vitézzé avatta.
1919-ben a Magyar Királyi Posta vezérigazgatóság építészeti osztályán működött. 1921-től magánépítészeti és tervezői gyakorlatot folytatott. Számos középületet és magánbérházat tervezett Budapesten és az ország egyéb tájain. 1933-tól az Országos Középítési Tanács, 1936-tól a Közmunkatanács tagja volt, majd 1942-ben kormányfőtanácsosi címet is kapott. Részt vett Liber Endre kislakásépítési programjában egy kislakásos bérház tervezésével. (Valószínűleg a Lenke-udvar lehet ez az alkotása.)
Felesége Éber Vilma, Éber Antal közgazdasági író és Dobránszky Vilma lánya volt, akivel 1922. január 16-án Budapesten kötött házasságot. 1945-ben elváltak.
1947-ben elhagyta Magyarországot, és Kanadában telepedett le. Közel 30 évvel később hunyt el, de addig is aktív társadalmi életet élt, irodalmi kört irányított, és magyar nyelvű lapokban is publikált. 1975-ben érte utol a halál 85 éves korában.

## Ismert épületei
- 1923: a korábbi katonai kaszárnya átépítése[9] Vármegyeházzá (ma: Bányai Júlia Kereskedelmi- és Vendéglátóipari Szakközépiskola),[10] Baja, Köztársaság tér 1.[4][8]
- 1923–1929: Déri Múzeum, Debrecen, Déri tér 1. (Györgyi Dénessel közös alkotás)[8][11]
- 1924–1926: Vásárcsarnok, Miskolc, Búza tér 1. (Wellisch Andorral közös munka)[4][12]
- 1926–1927: a Magyar Agrár és Járadékbank Rt. bérháza (korábbi kétemeletes lakóház három emeletessé átépítése), Budapest, Thököly út 26.[13][14]
- 1927: fővárosi kislakásos bérház (Lenke-udvar), Budapest, Bocskai út 43-45.[5][15]
- 1928: bérpalota, Budapest, Benczúr u. 39.[8]
- 1929: Kereskedők Háza (ma: Békéscsabai Városi Ügyészség), Békéscsaba, József Attila utca 2. (Györgyi Dénessel közös alkotás)[16]
- 1929: Galamblövő Klubház, Budapest, Margit-sziget[8] (az épület elpusztult)
- 1929: a Nemzeti Lovarda bérházsora, Budapest, Szentkirályi utca 27–29.[8]
- 1929: bérház (Attila-udvar), Budapest, Győző utca 5.[17]
- 1920-as évek: a Hungária Evezősklub dunai sportháza, Budapest[8]
- 1925/1929–1931: Postaszékház (ma: Magyar Posta Kelet-magyarországi Területi Igazgatóság), Debrecen, Hatvan utca 5-7.[4][8][18] – 1913-ban még ifjabb Bobula János kezdte el az épület tervezését, de a munkálatok elhúzódtak. Bobula halála után, 1925-től Münnich Aladár fejezte be az épületet.[18][19]
- 1930–1932: a Budapesti Sertésközvágóhíd nagy méretű csarnoka, Budapest, Gubacsi út 6/a-b.[8]
- 1930–1932: a Nagyvásártelep nagy méretű csarnoka, Budapest, Hídépítő u.[8]
- 1938: a Futura Szövetkezet bérpalotája, Budapest, Dorottya u. 2.[8]
- 1935: a Magyar-Olasz Bank Nyugdíjpénztára hatemeletes bérháza, Budapest, Aranykéz u. 7.
- 1938: a Hangya Szövetkezet bérháza, Debrecen, Piac u. 40.[20]
- 1938–1939: Helvétia-házak, Budapest, Király u.[13]
- 1930-as évek: Péti Nitrogénművek több üzemi épülete, Pétfürdő[8]
- 1942–1948: Zuglói evangélikus templom, Budapest, Lőcsei út 32.[21]
- 1954: magyar közösség református temploma, Montreal (Kanada)[8]
- ?: a Pesti Magyar Kereskedelmi Bank Nyugdíjintézetének irodaháza, Budapest, Mérleg u. 6.[5]
- ?: villa, Budapest, Napraforgó u. 10.[5]

1945-ben részt vett a „Négysarkú város – Nagy-Budapest újjáépítése” című városfejlesztési tervpályázaton, ahol I. díjat nyert el. Terve végül nem valósult meg.

## Képtár

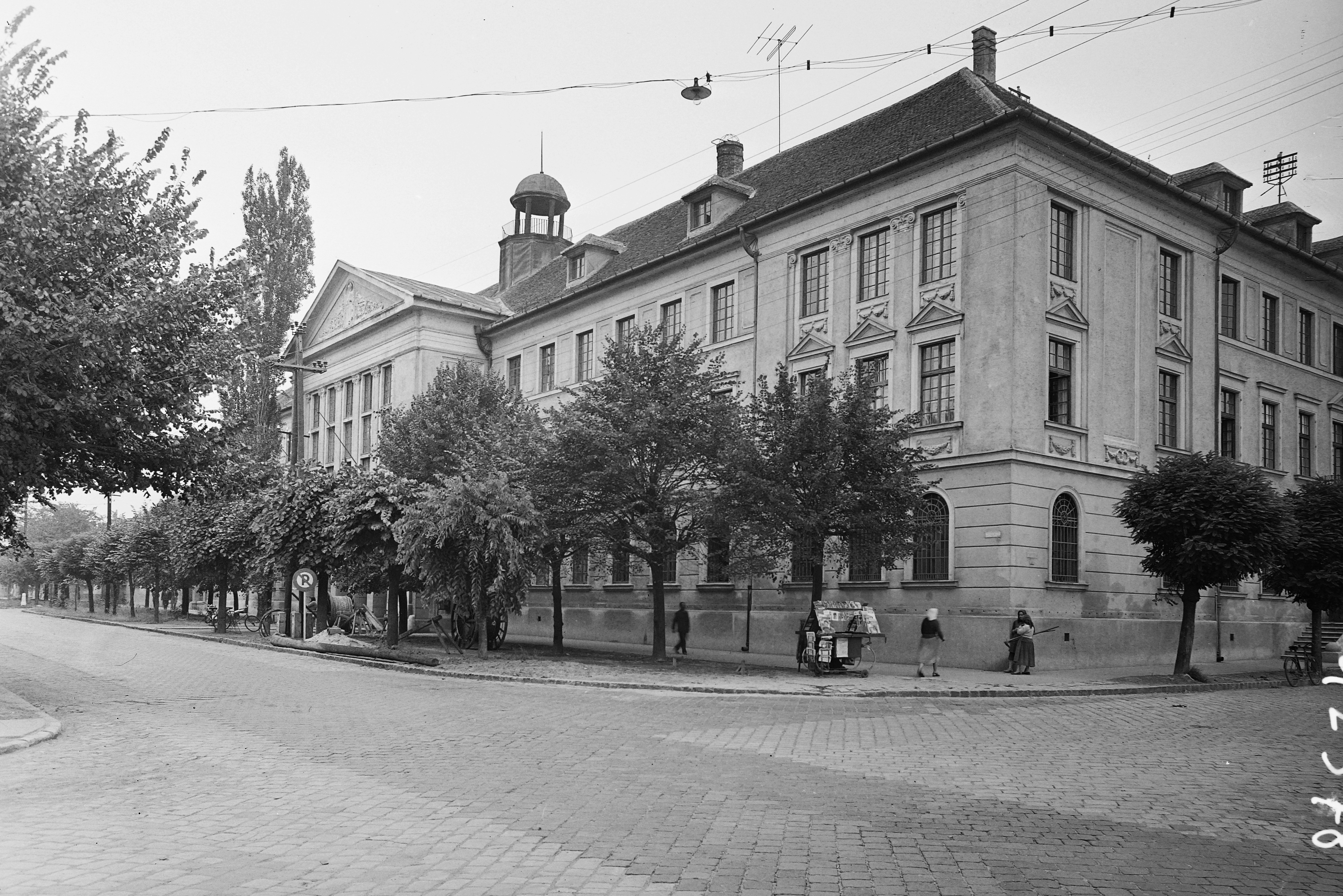
Vármegyeháza, Baja (1960-as felvétel)
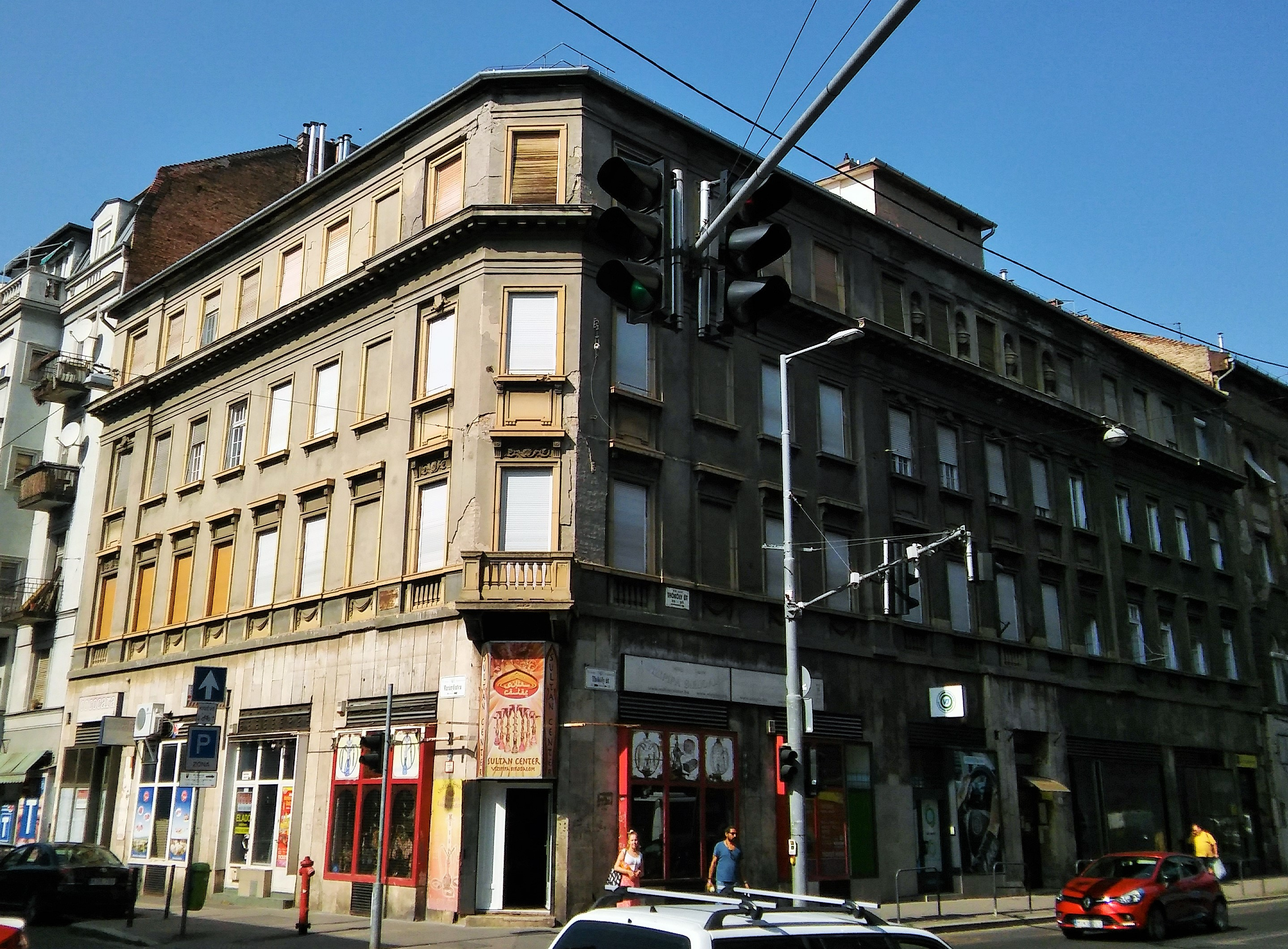
a Magyar Agrár és Járadékbank Rt. bérháza, Budapest
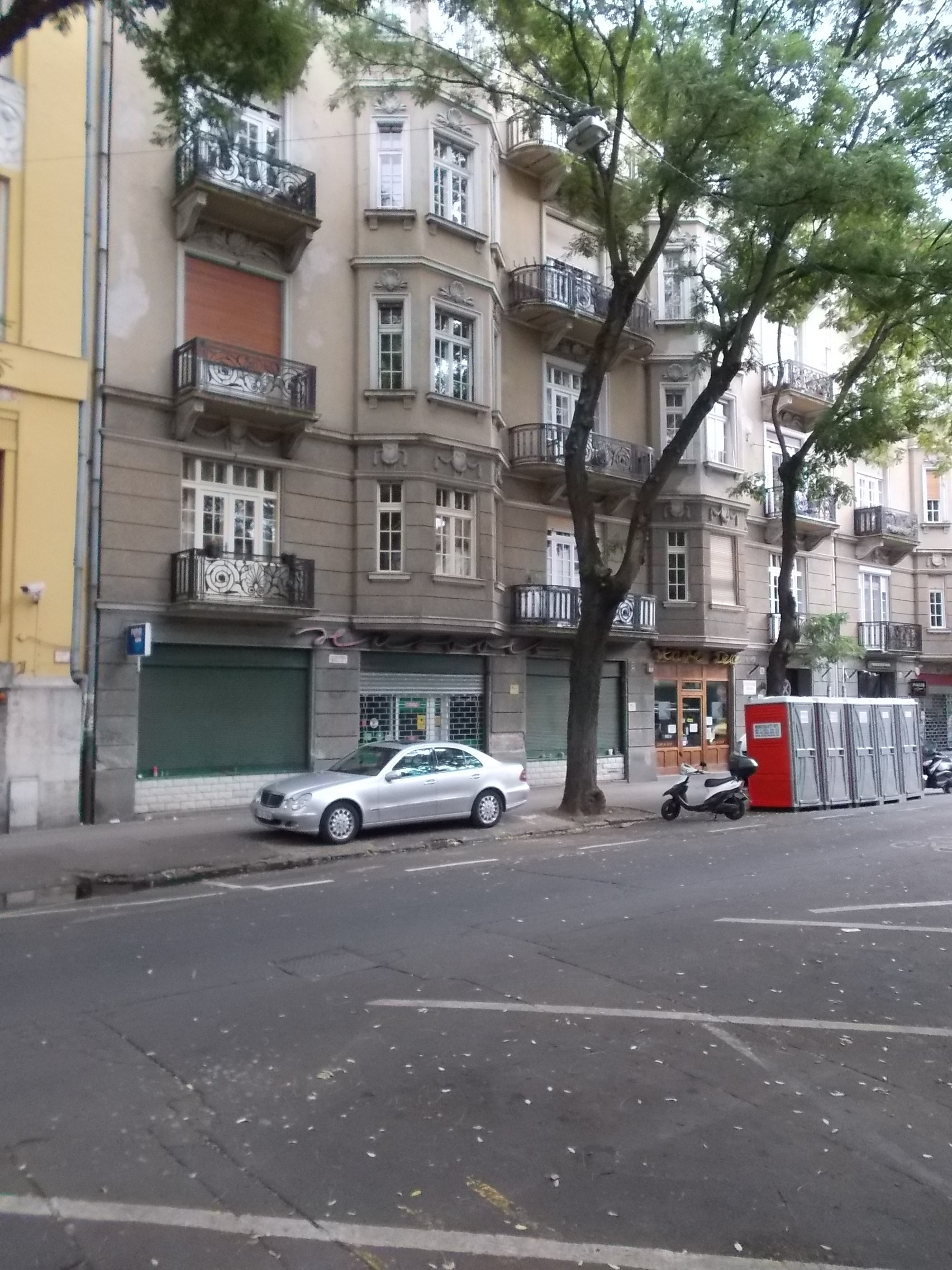
bérpalota, Budapest, Benczúr u. 39.
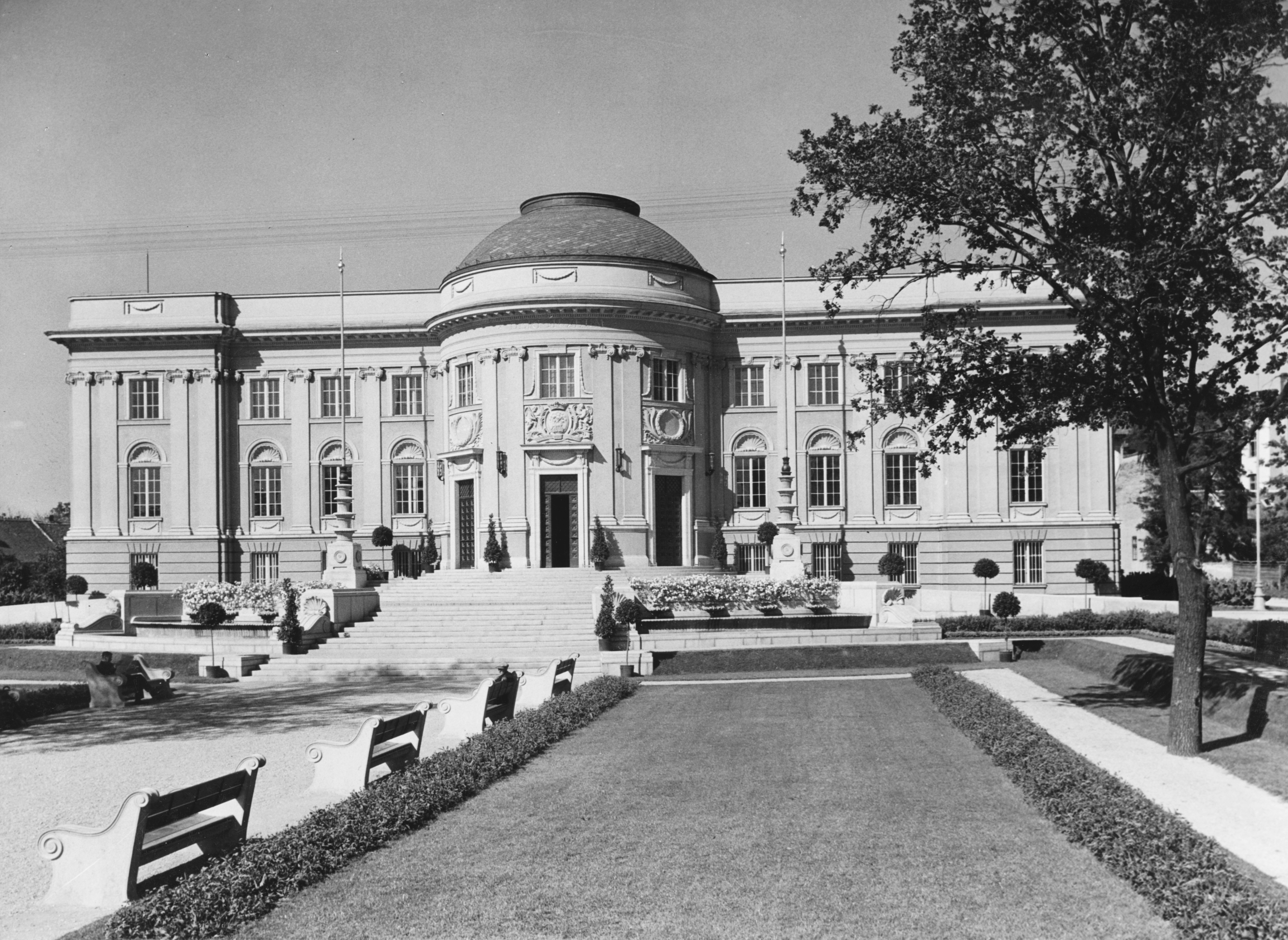
Déri Múzeum, Debrecen (1940-es felvétel)
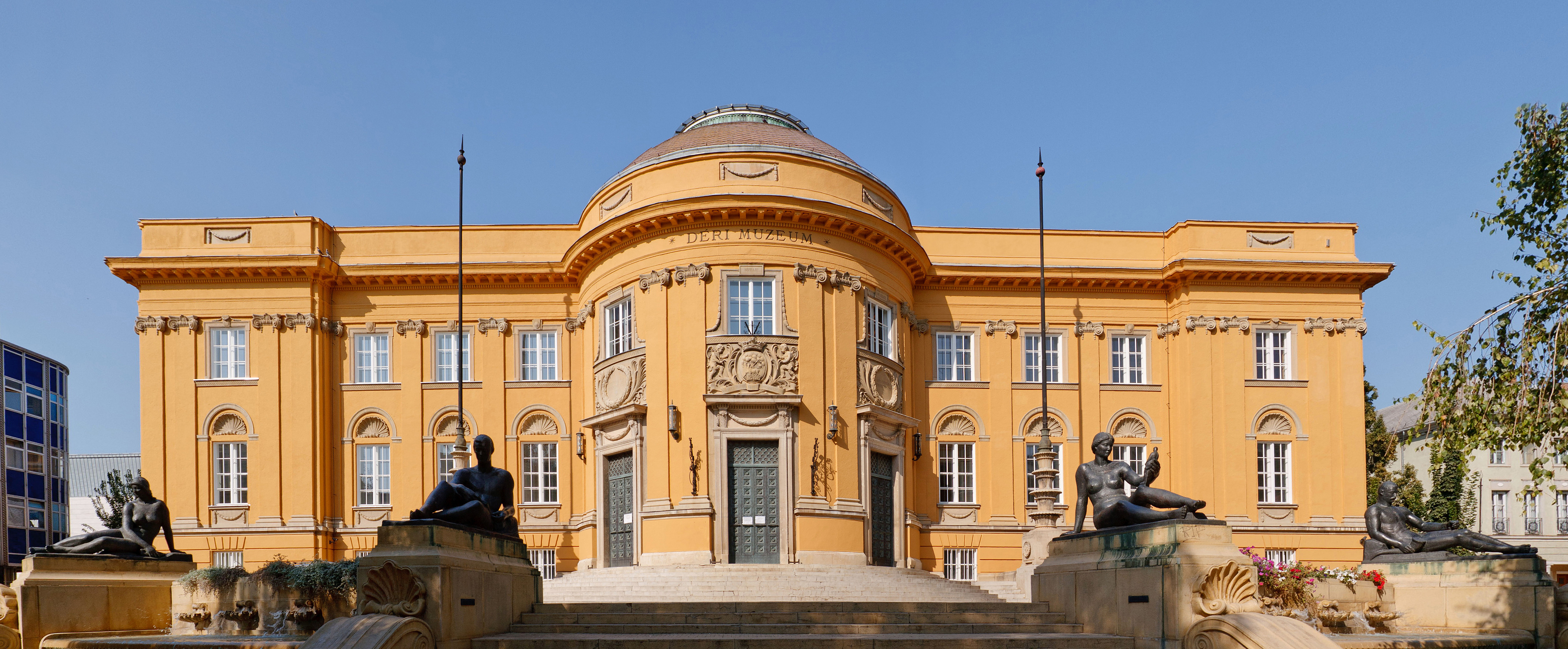
Déri Múzeum, Debrecen (részlet)
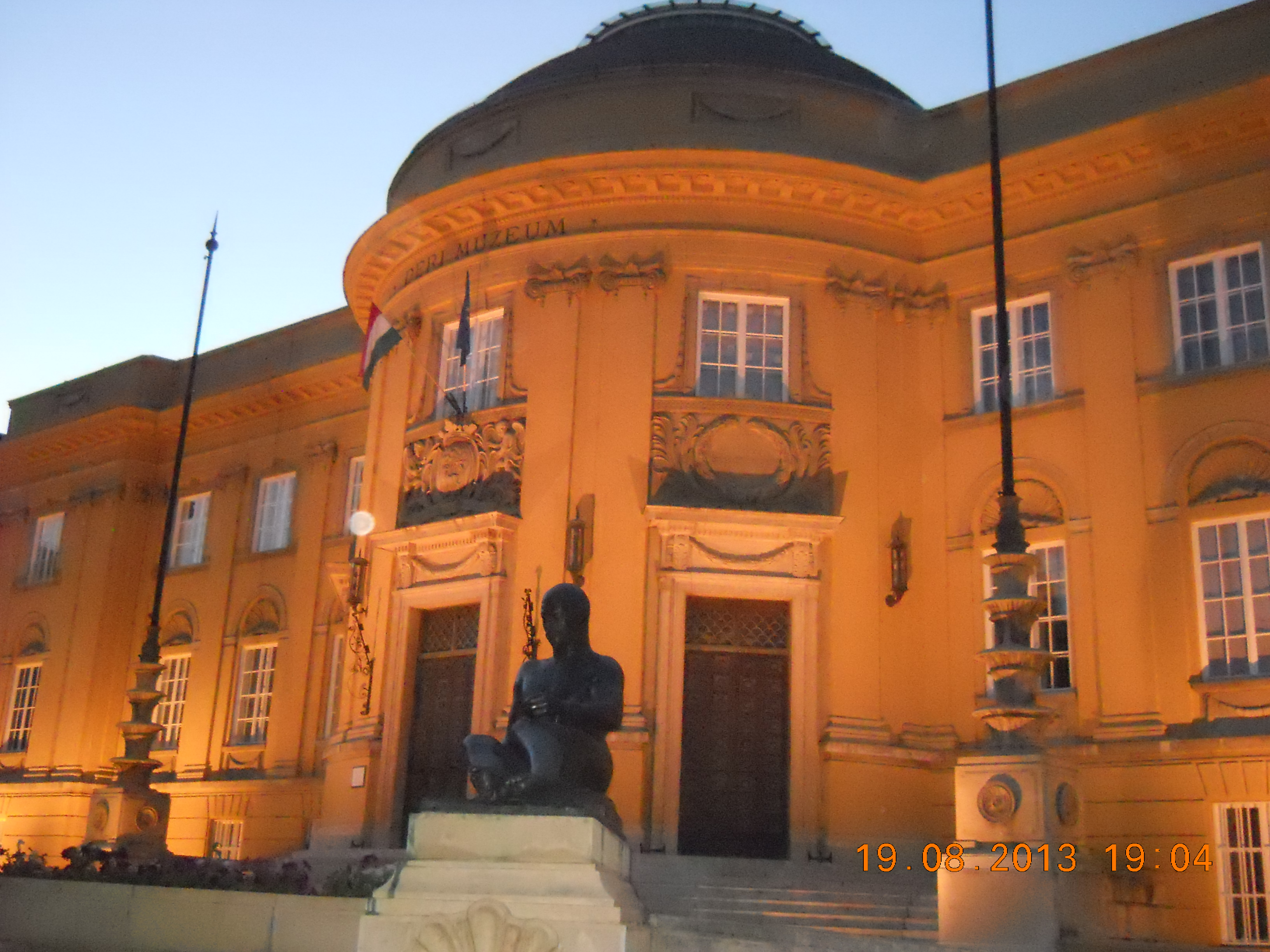
Déri Múzeum, Debrecen (részlet)
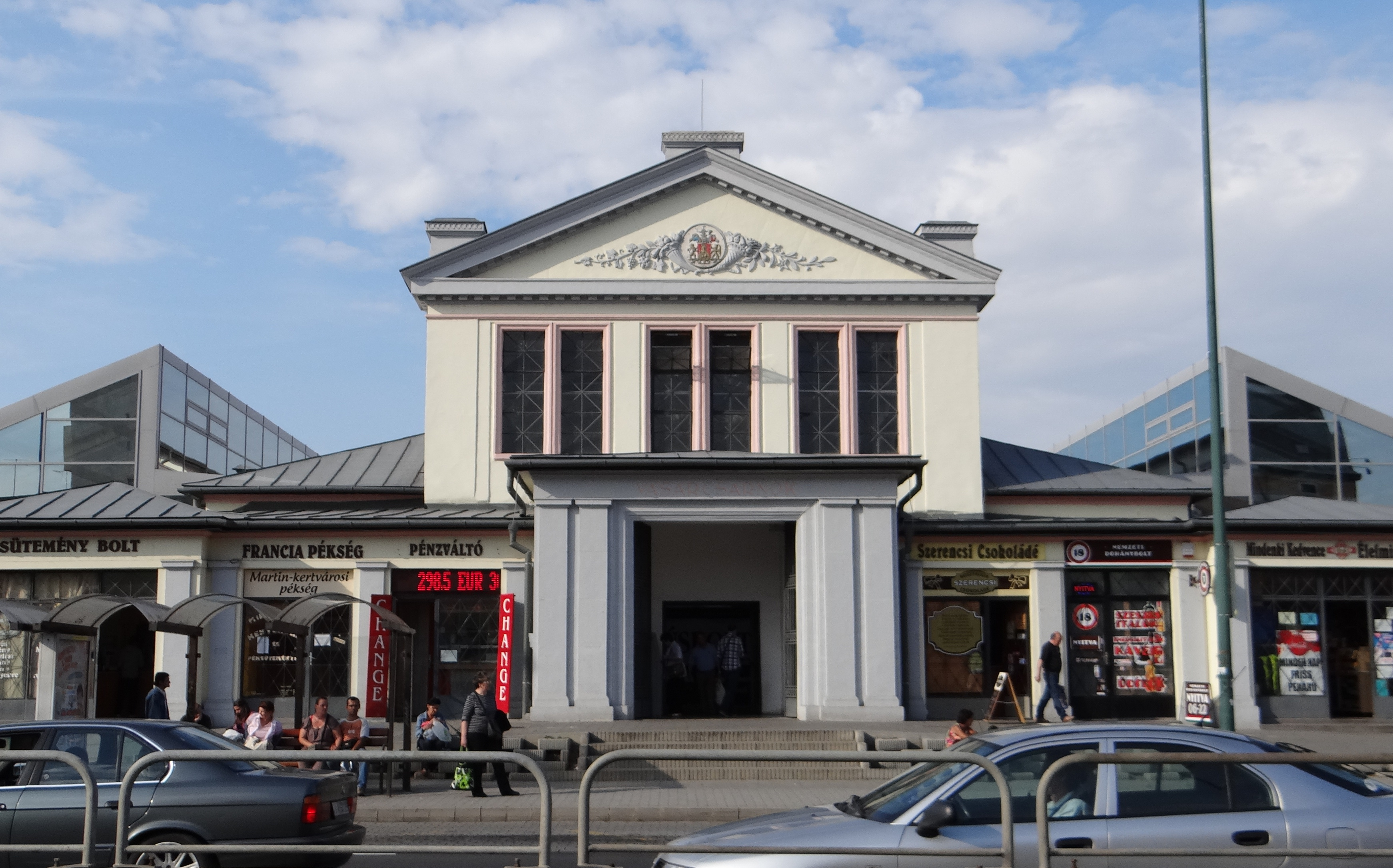
Miskolci Vásárcsarnok
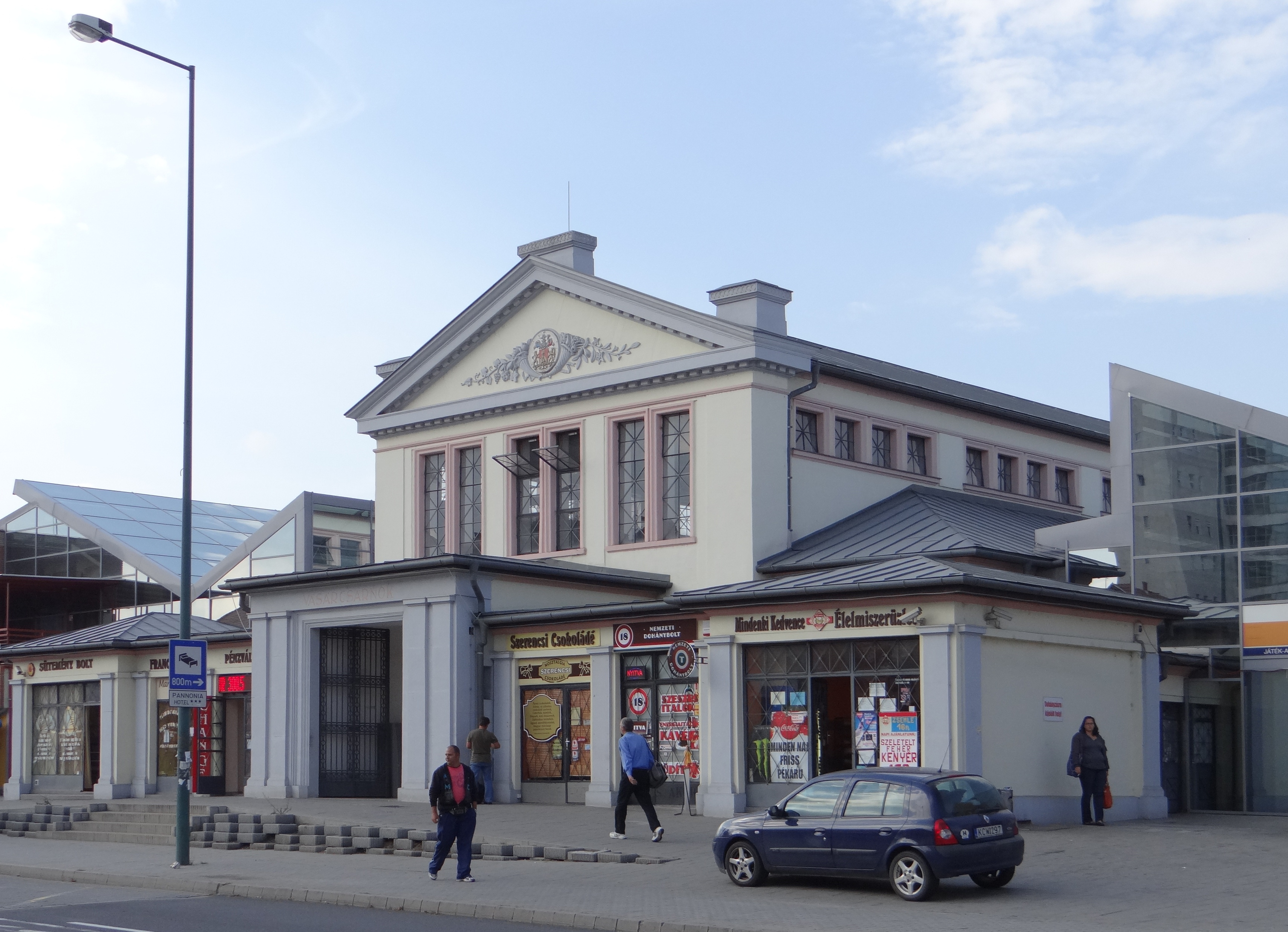
Miskolci Vásárcsarnok
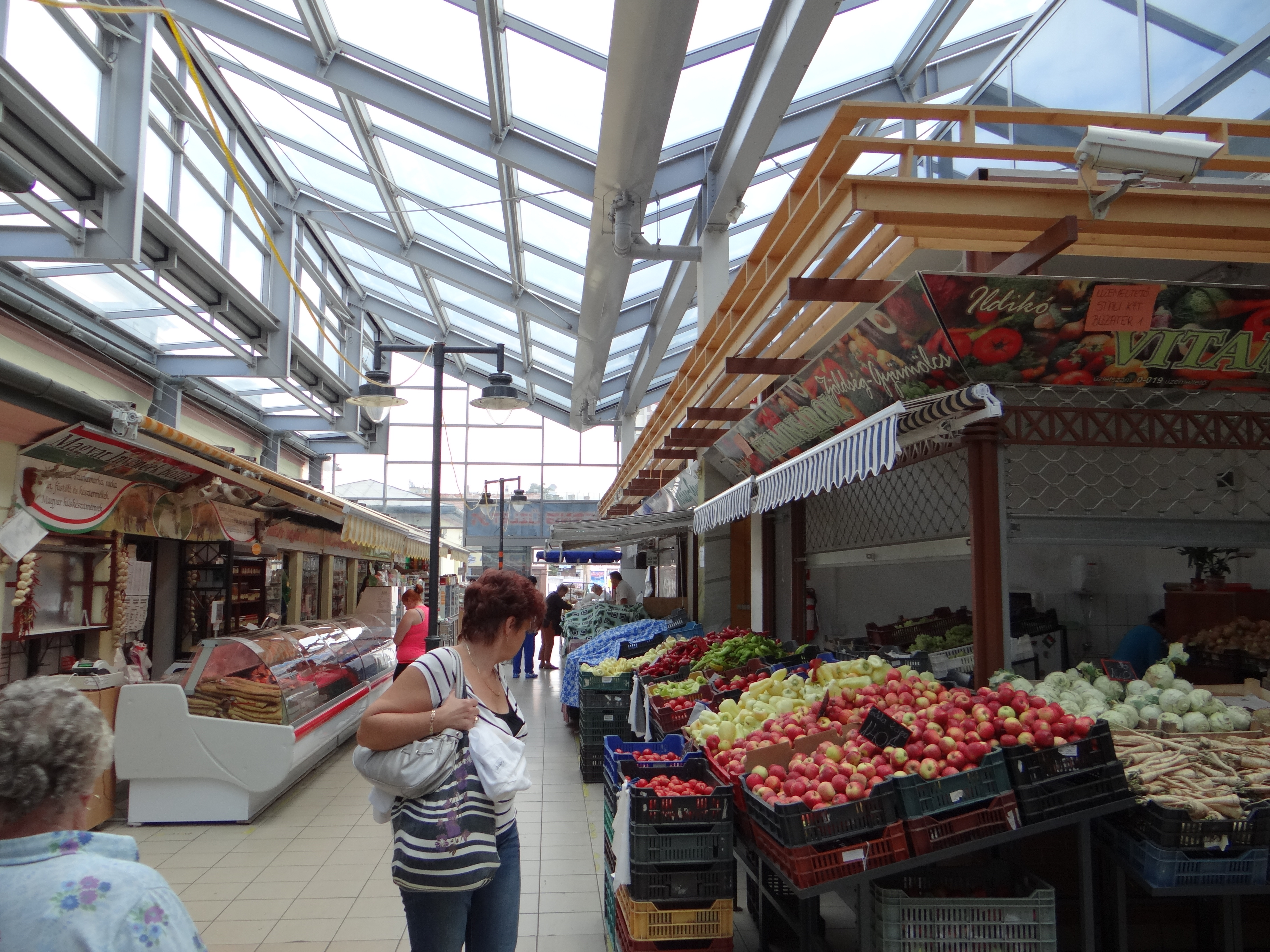
Miskolci Vásárcsarnok (belső)
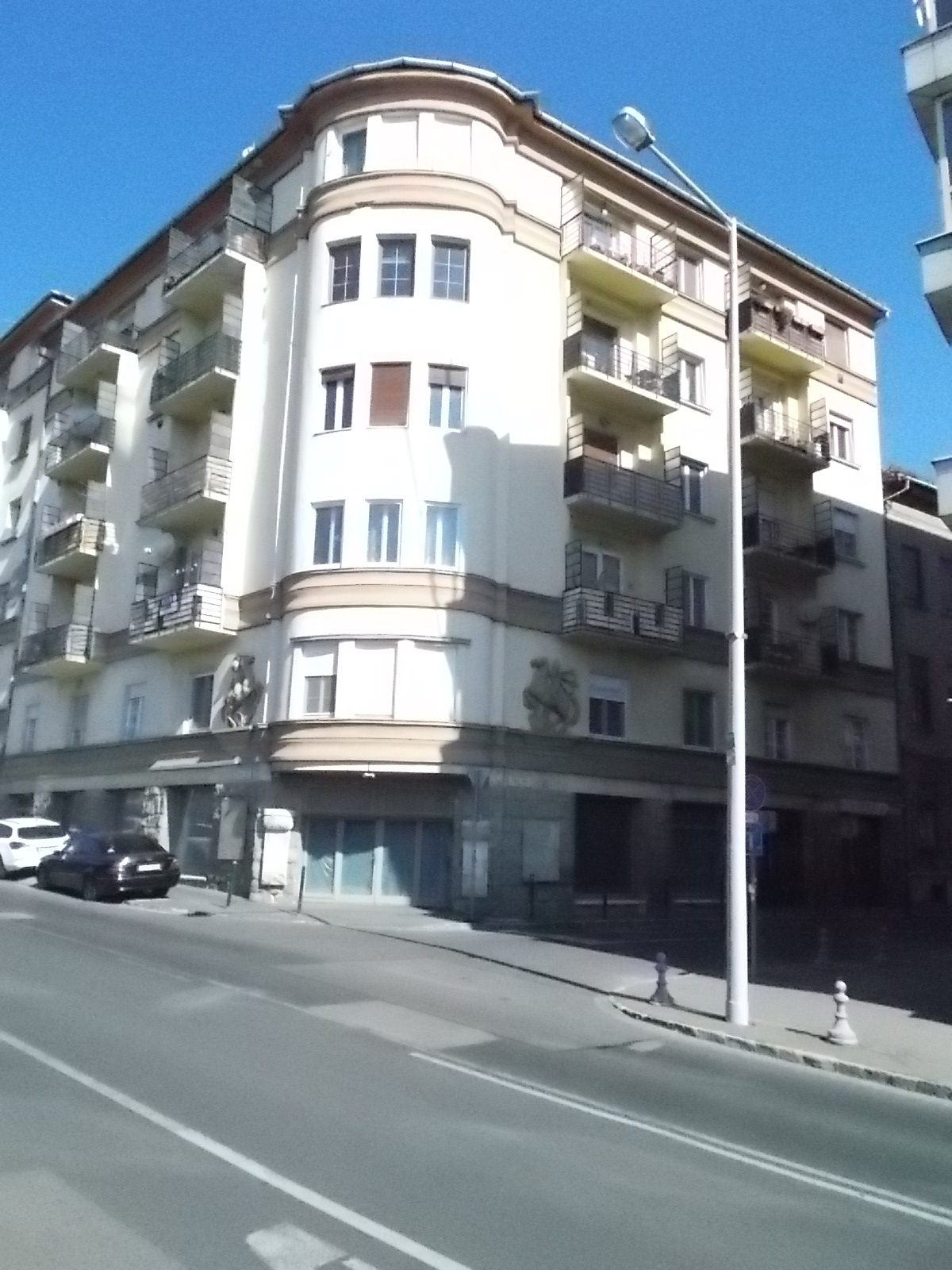
Attila-udvar, Budapest
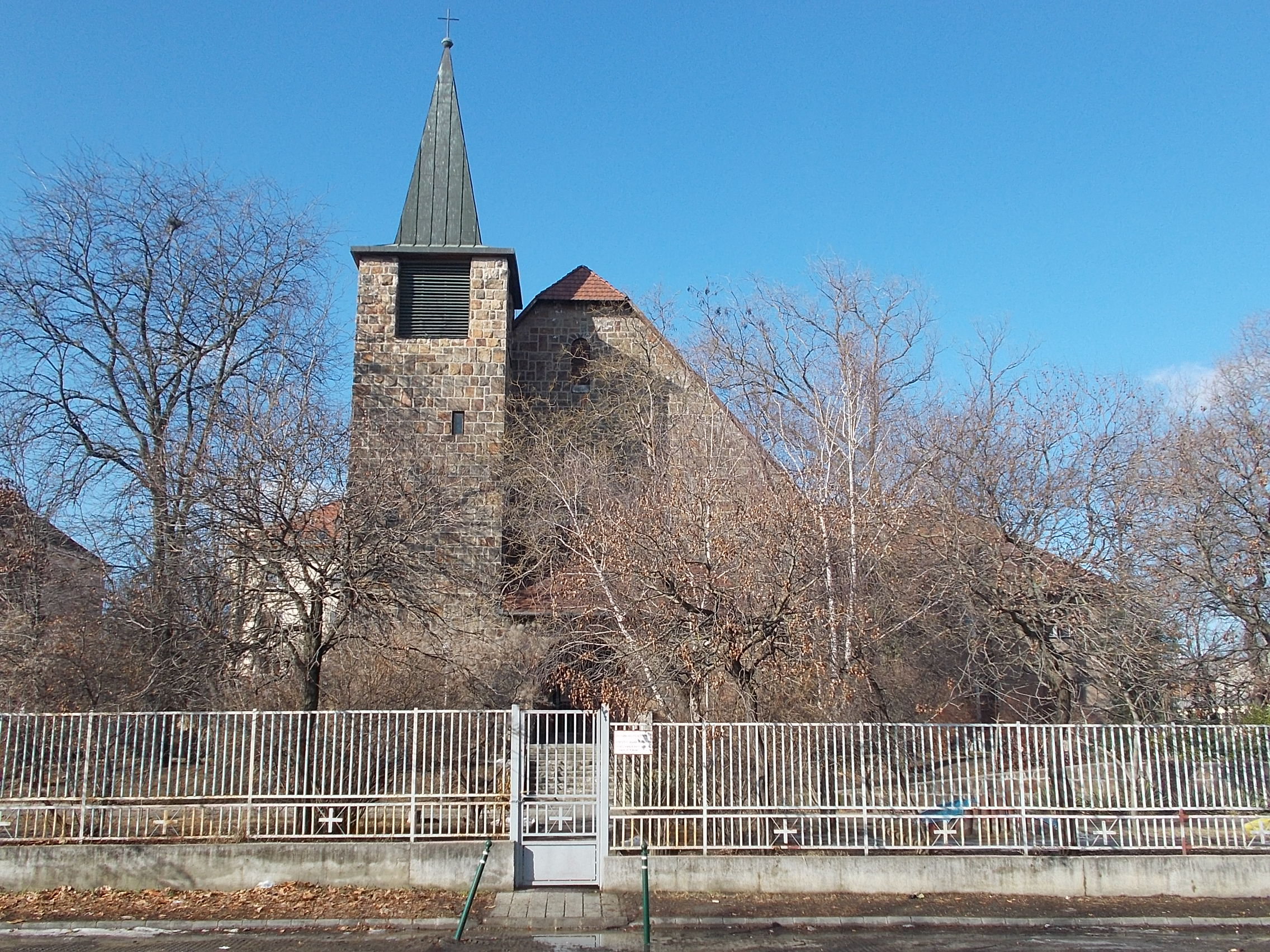
Zuglói evangélikus templom, Budapest
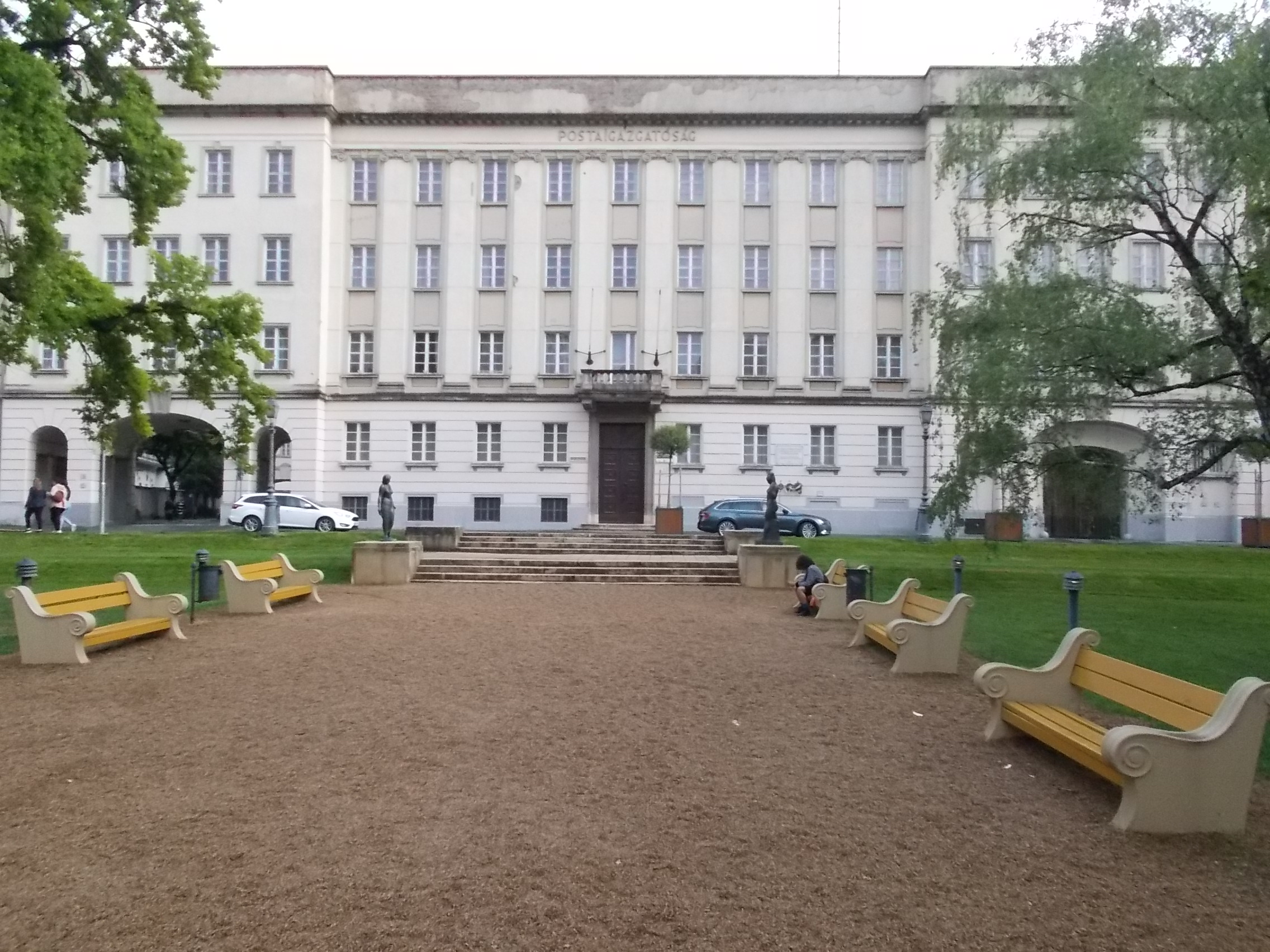
Debreceni Postaszékház
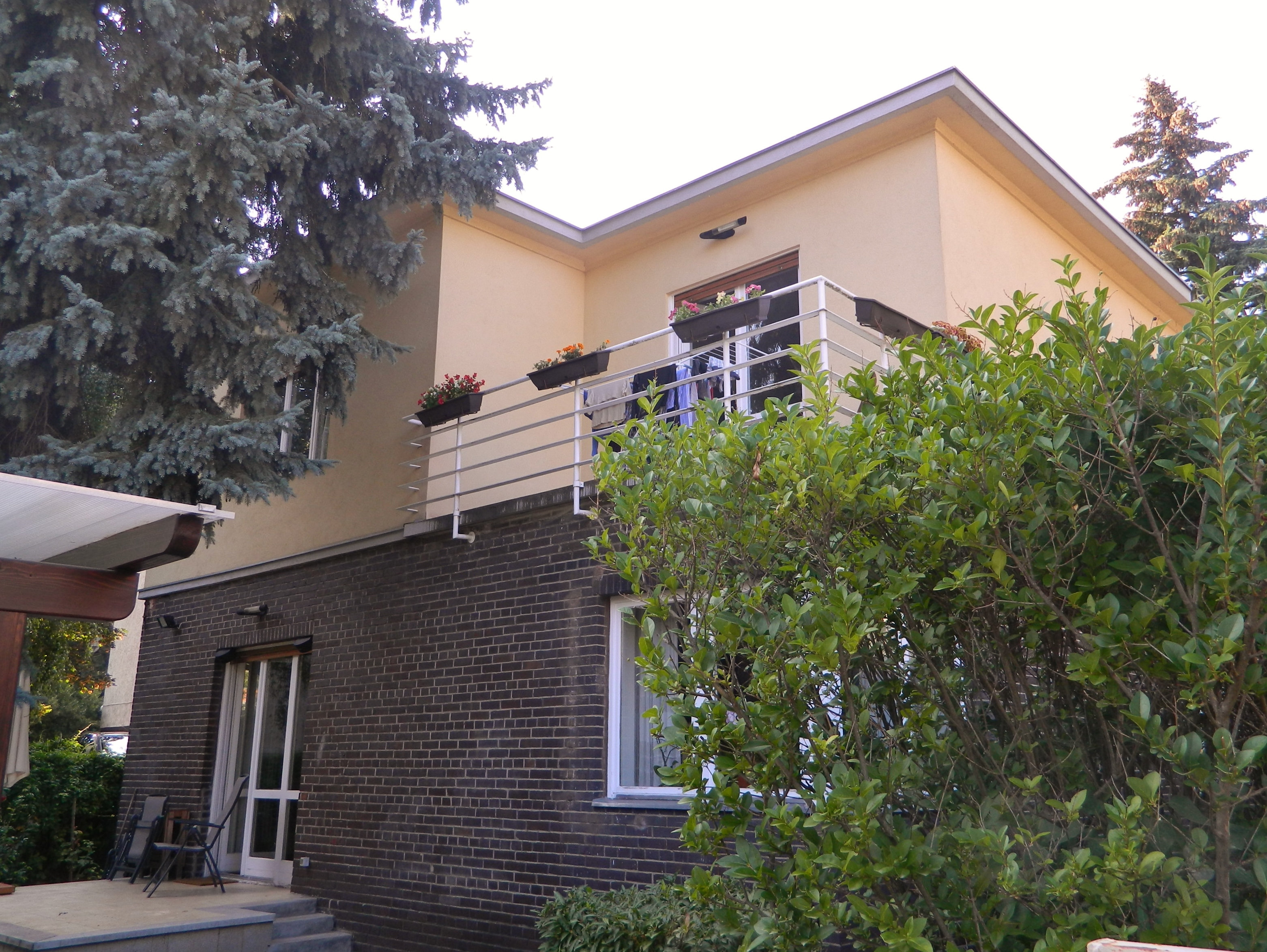
Villa, Budapest, Napraforgó u. 10.
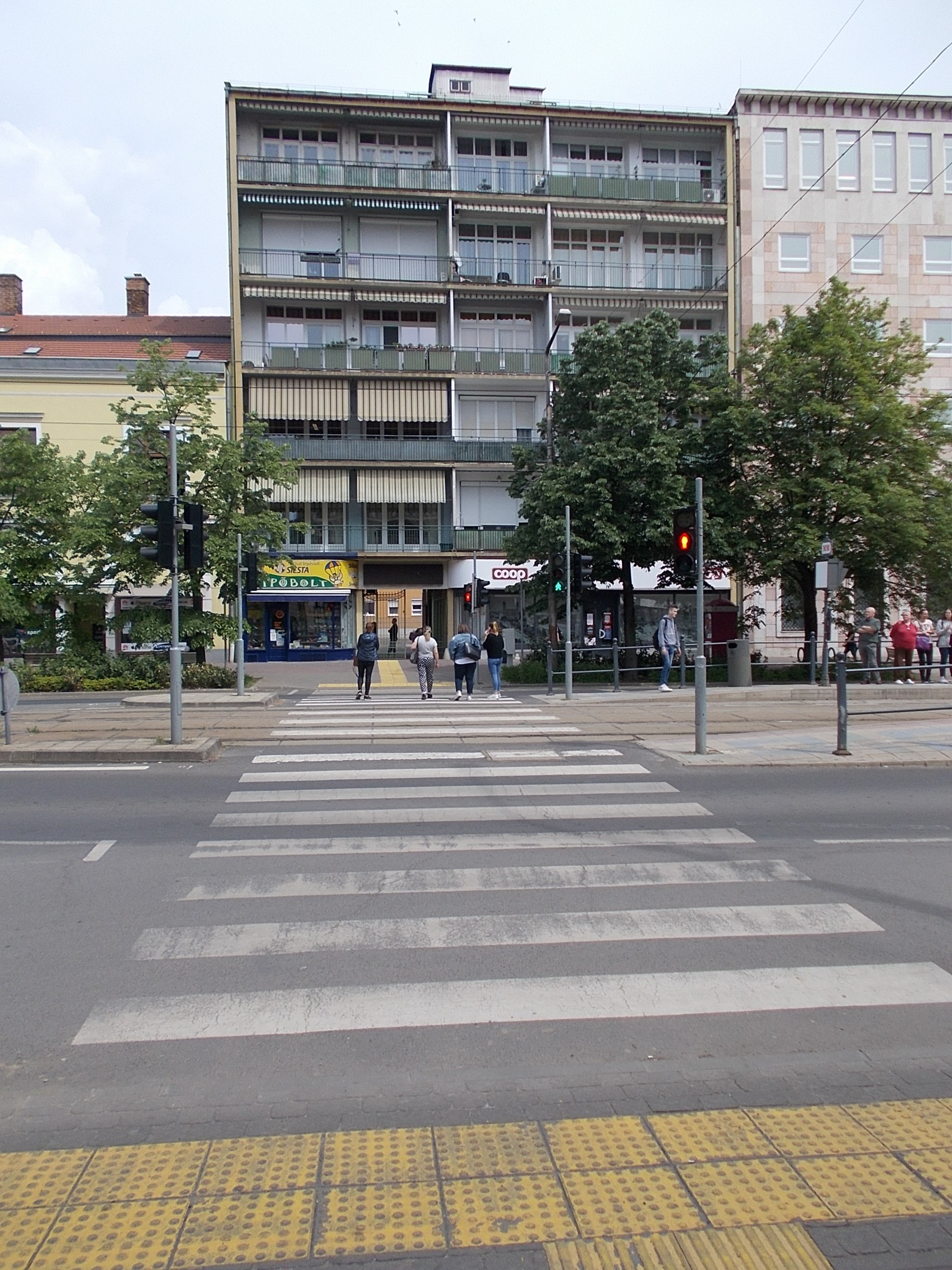
Bérház, Debrecen, Piac u. 40
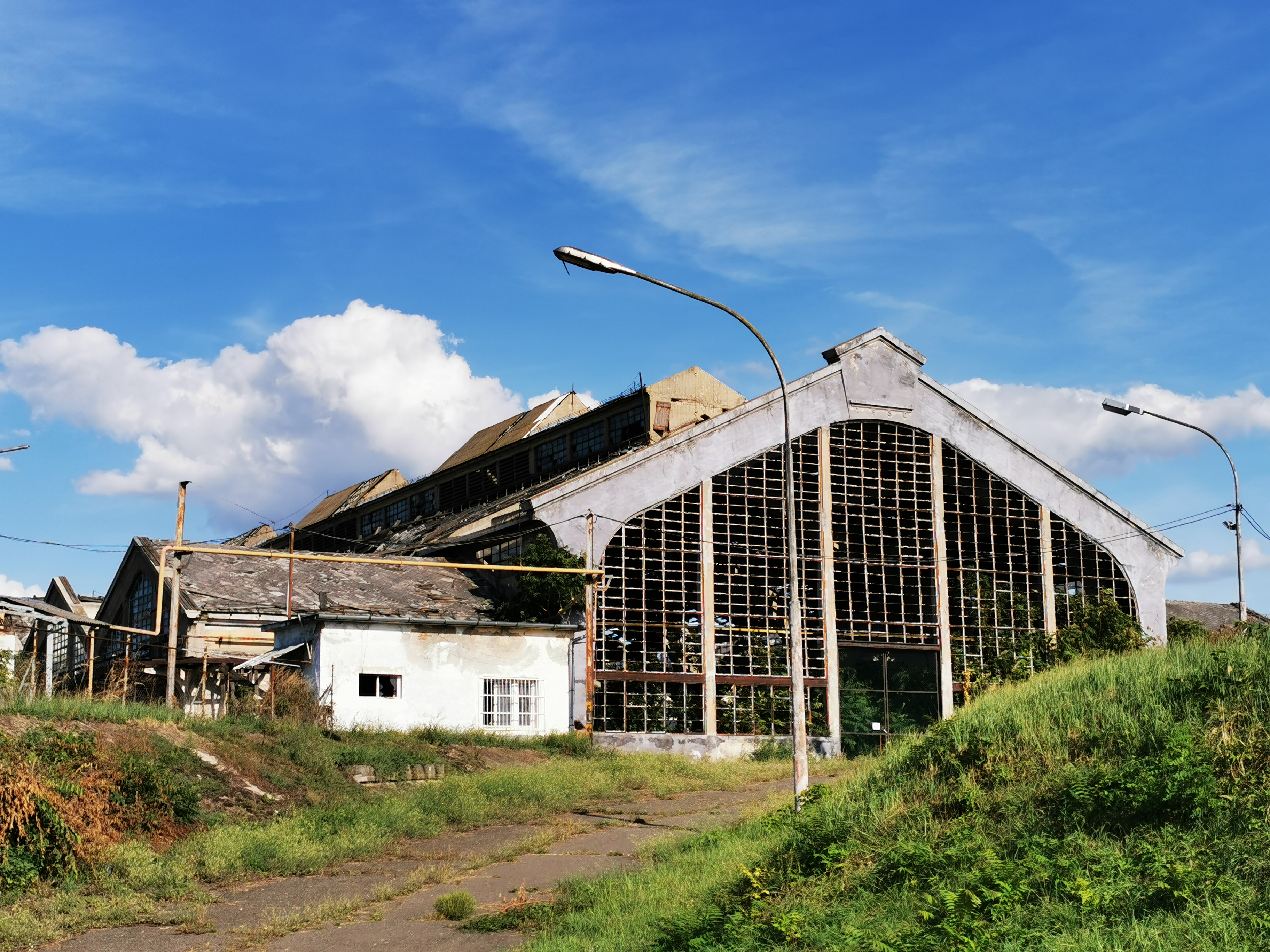
a Budapesti Sertésközvágóhíd nagy méretű csarnoka
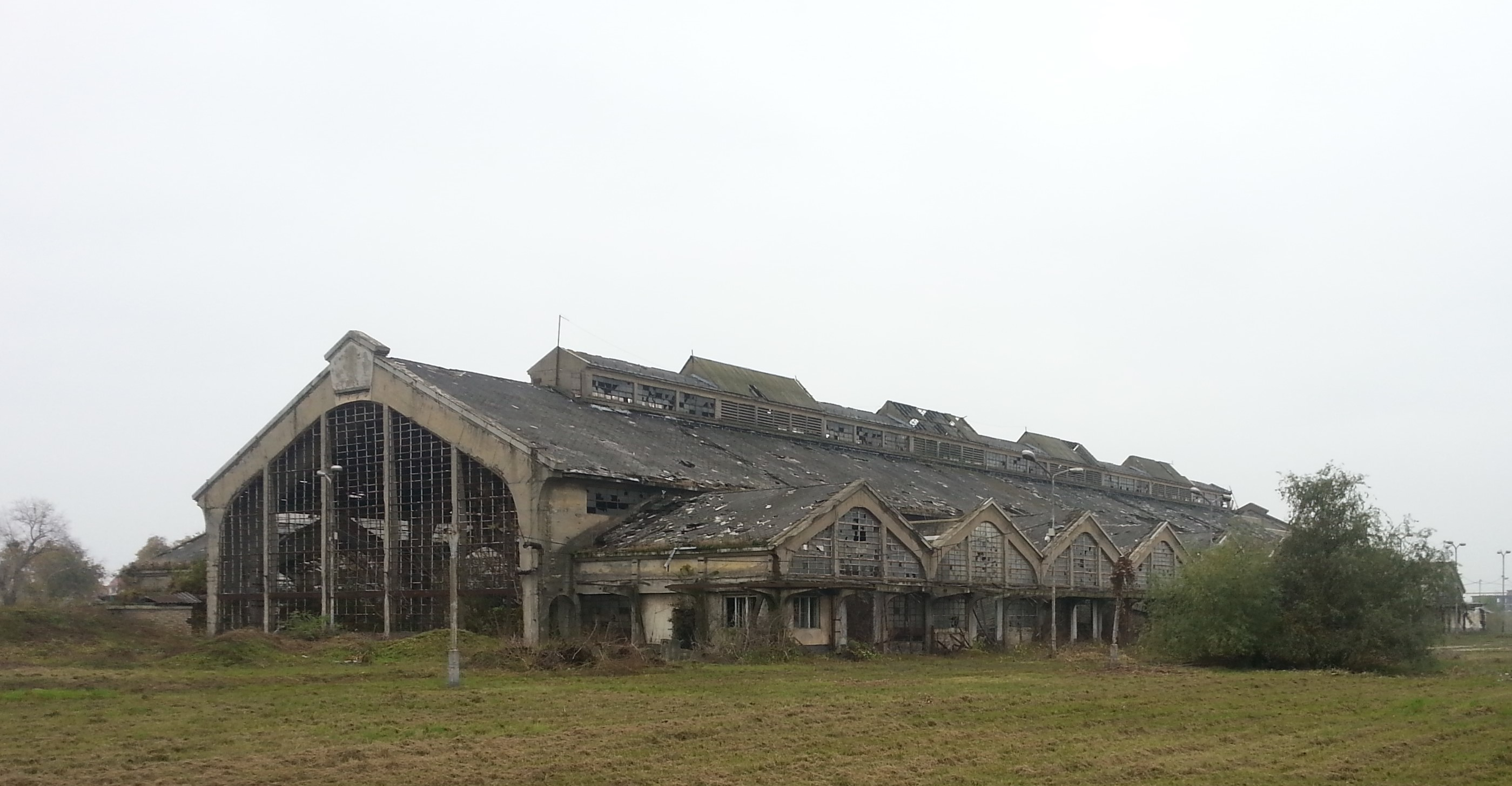
a Budapesti Sertésközvágóhíd nagy méretű csarnoka
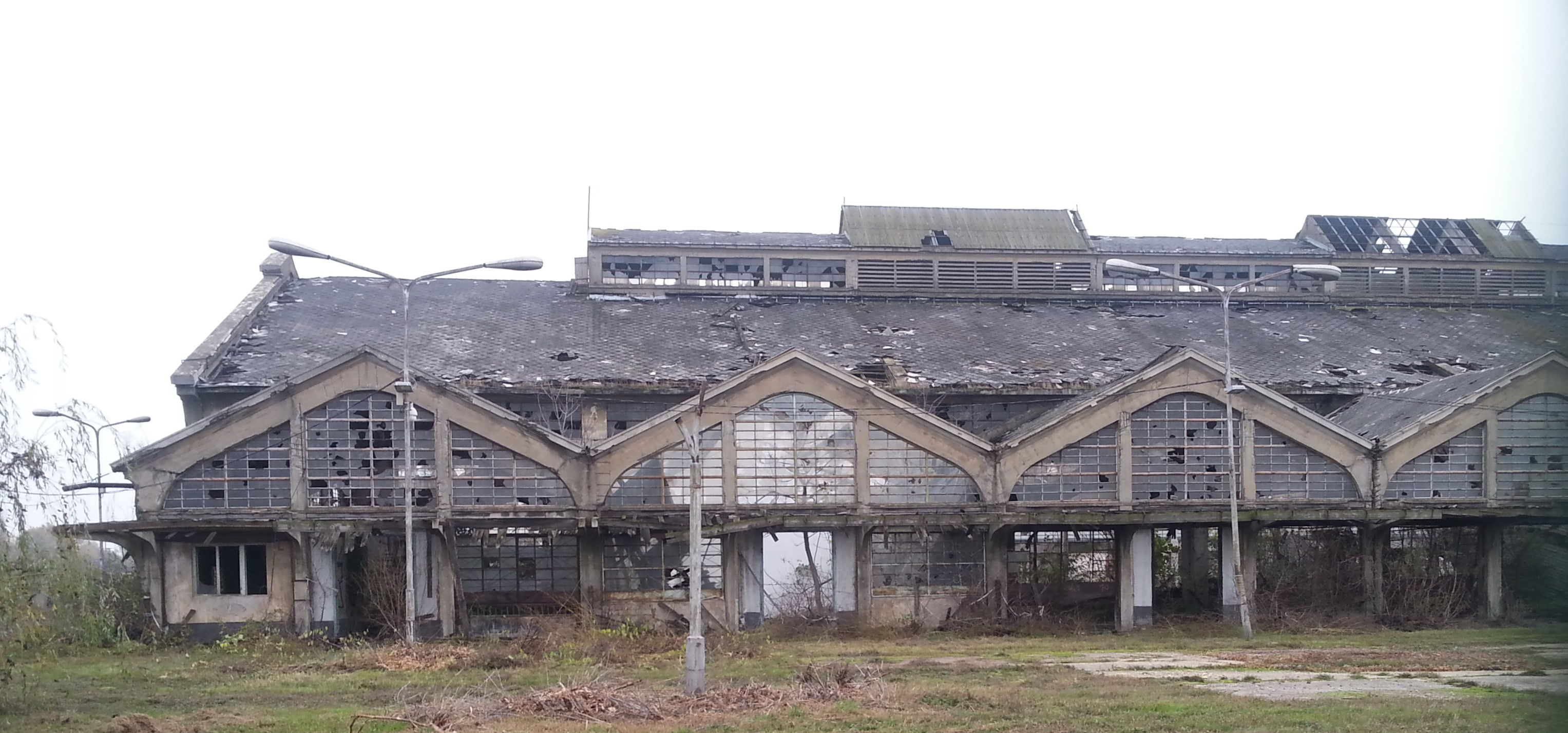
a Budapesti Sertésközvágóhíd nagy méretű csarnoka (oldalnézet)
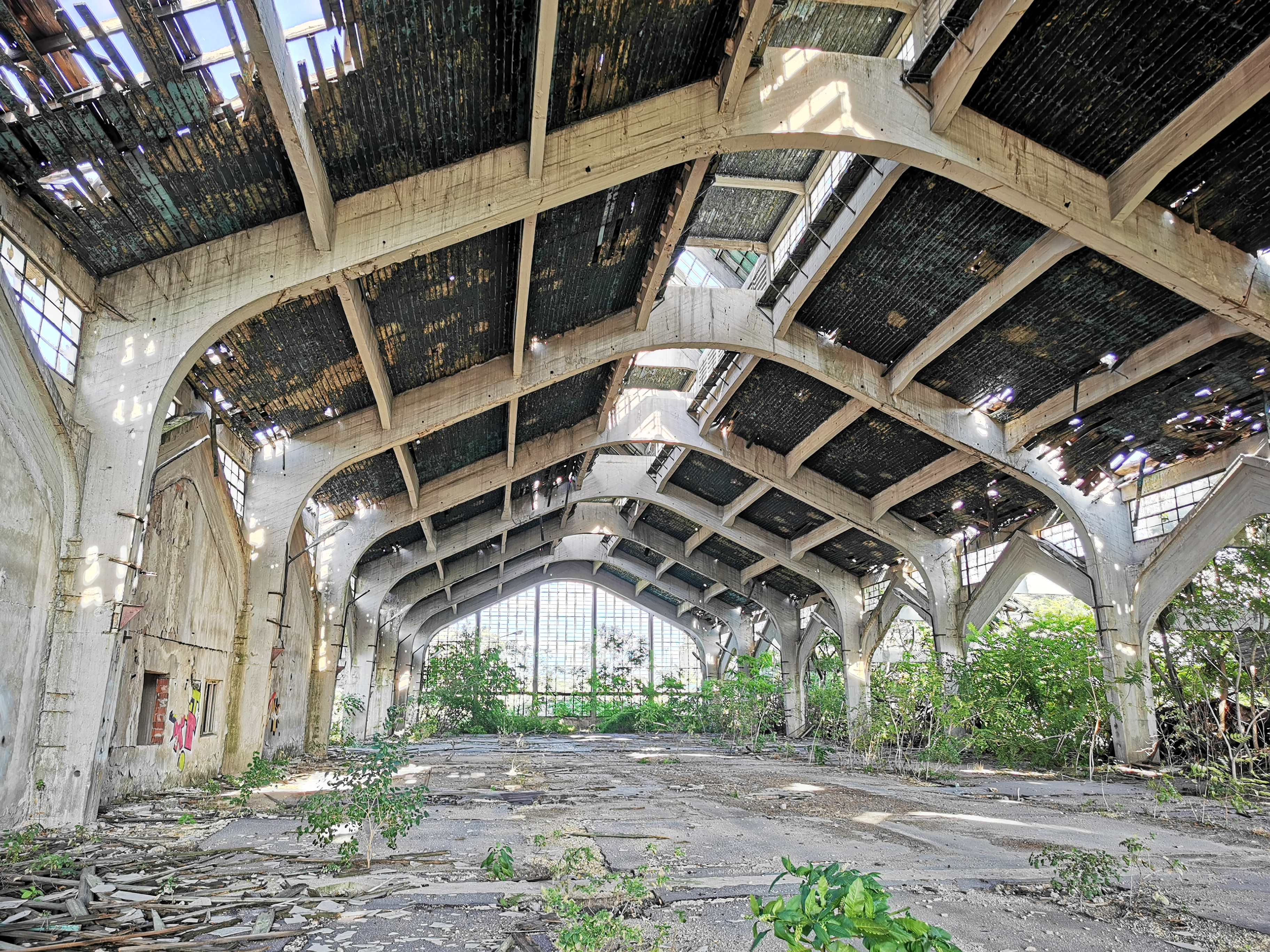
a Budapesti Sertésközvágóhíd nagy méretű csarnoka (belső)
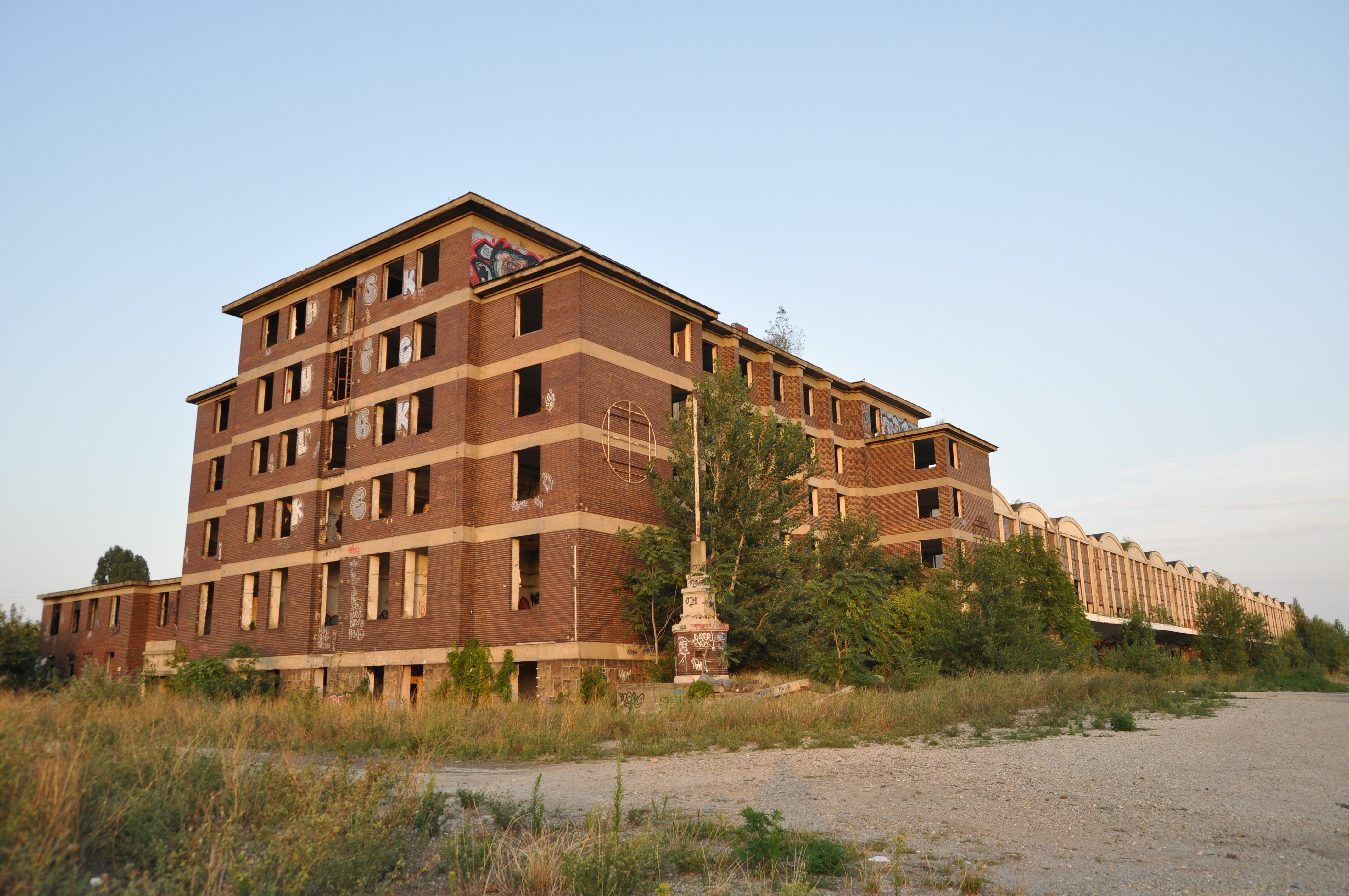
a Nagyvásártelep nagy méretű csarnoka
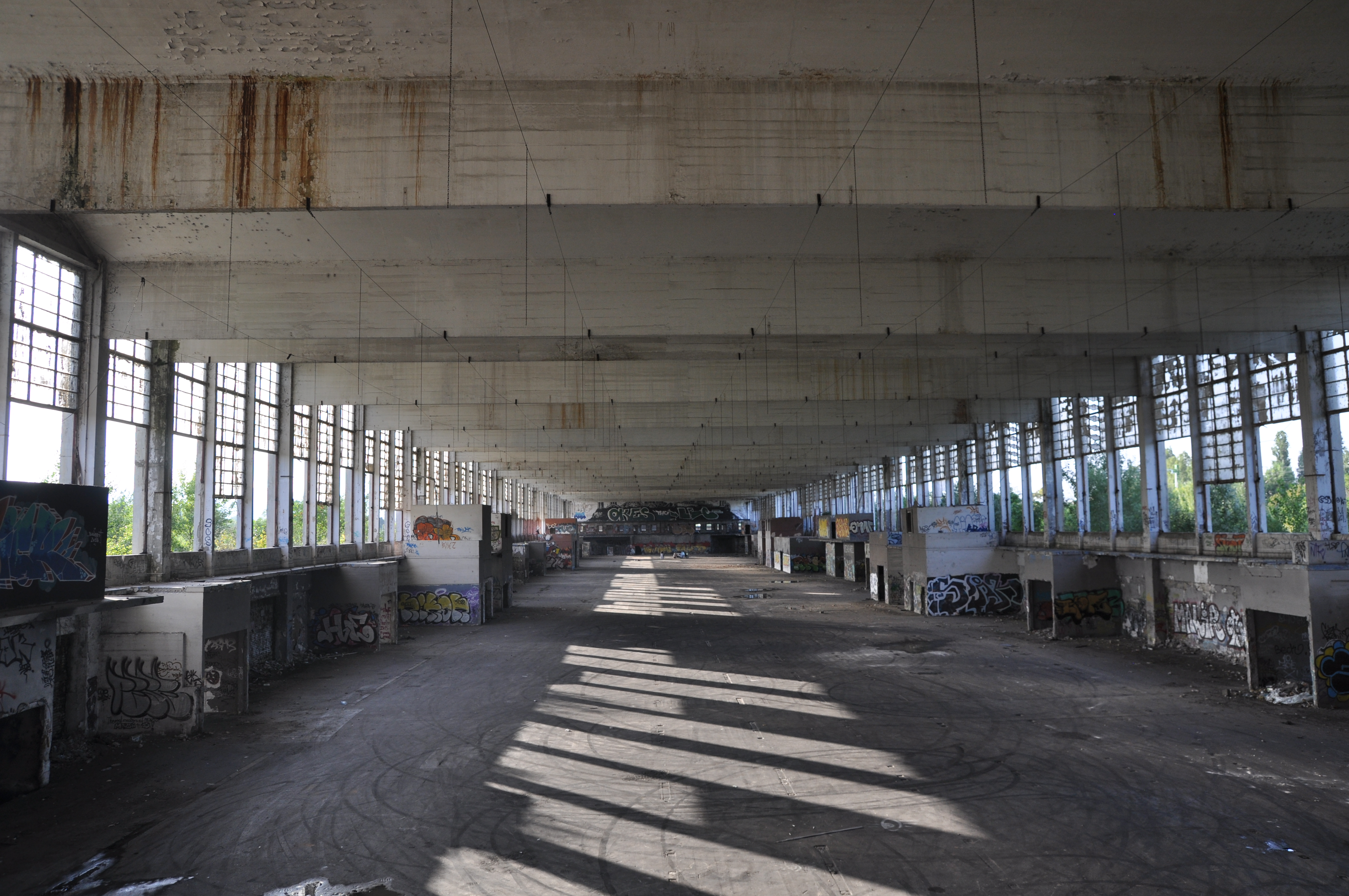
a Nagyvásártelep nagy méretű csarnoka (belső)